# Cromato de potasio
El cromato de potasio (K2CrO4) es una sal ternaria de potasio con cromo en estado de oxidación +6, por lo que es un fuerte oxidante.

## Aplicaciones
Uno de sus usos más comunes es el de cumplir la función de indicador para determinar cloruro en una muestra utilizando un método argentométrico en el que la solución es valorada con la adición de plata, normalmente en la forma de (AgNO3) causando la precipitación de los cloruros como AgCl, para determinar el punto final de la titulación, es utilizado el cromato de potasio, ya que al estar en solución en conjunto con los cloruros, este solamente iniciará a precipitar una vez que todos los cloruros lo hayan hecho. El color del precipitado del cromato de potasio es un anaranjado rojizo, por lo que es fácilmente distingible.

## Propiedades físicas
El cromato de potasio es un sólido cristalino de color amarillo limón, muy estable y soluble en agua.
Es una sal tóxica y ecotóxica, como muchas sales de cromo.

## Síntesis
El cromato de potasio se produce haciendo reaccionar carbonato de potasio con dicromato de potasio:
{\displaystyle \mathrm {K_{2}CO_{3}+K_{2}Cr_{2}O_{7}\rightarrow 2\ K_{2}CrO_{4}+CO_{2}} }

## Reacciones
El ion cromato (CrO42-) reacciona con una gran variedad de iones metálicos (Ba2+ Pb2+, Hg22+) uniéndose a ellos y precipitando el respectivo cromato:
{\displaystyle \mathrm {Ba^{2+}+CrO_{4}^{2-}\rightarrow BaCrO_{4}\downarrow } }
{\displaystyle \mathrm {2\ Ag^{+}+CrO_{4}^{2-}\rightarrow Ag_{2}CrO_{4}\downarrow } }

## Precauciones
Este compuesto es extremadamente tóxico, cancerígeno, puede producir defectos reproductivos en caso de ingestión o inhalación. En el primer caso puede llegar a ser fatal. Además, es un oxidante muy fuerte, por lo que reacciona veloz y violentamente con muchas sustancias. En contacto con compuestos orgánicos puede reaccionar provocando explosiones.